# (87269) 2000 OO67
(87269) 2000 OO67  — транснептуновий об'єкт у поясі Койпера.

## Відкриття
Відкритий 29 липня 2000 року в Міжамериканській обсерваторії Серро Тололо в Чилі (англ. Cerro Tololo Inter-American Observatory (807)) у межах програми «Глибокий огляд екліптики».

## Орбіта
Орбіта об'єкта надзвичайно витягнута (ексцентриситет ~0,96). Перигелій її лежить усередині орбіти Нептуна на відстані близько 20 астрономічних одиниць від Сонця (майже перетинає орбіту Урана), тоді як афелій віддалений від Сонця більш як на 1000 а. о.

## Фізичні характеристики
Маса ~2,3-69 × 1021. Оціночна густина — приблизно 2,0 г/см³